# Sidérophore
Les sidérophores (du grec pherein et sideros signifiant «porter le fer») sont des chélateurs de fer synthétisés et sécrétés notamment par les micro-organismes pour leur permettre de puiser le fer essentiel à leur développement. Ce sont des molécules de faibles poids moléculaires ayant une très forte affinité pour l'ion Fe3+. Les sidérophores sont des peptides capables de former des complexes [sidérophores Fe3+] qui permettront d'internaliser le fer nécessaire au fonctionnement de la cellule.

## Importance du fer dans le fonctionnement cellulaire et biodisponibilité
Le fer est un élément essentiel à la vie de tout organisme. Il intervient en effet dans de nombreuses fonctions métaboliques et de signalisation. Le fer peut adopter deux formes ioniques différentes Fe2+ ou Fe3+. Cette flexibilité fait du fer un acteur important des réactions d'oxydo-réduction de la cellule. Ainsi, ce fer va servir de centre catalytique d'enzymes intervenant dans ce type de réactions. Ces enzymes interviennent dans des processus cellulaires centraux comme les transports d'électrons, l'activation de l'oxygène, la réduction du peroxyde, la synthèse des nucléotides ou des acides aminés, la synthèse de l'ADN ou encore la photosynthèse.
Cependant, bien que le fer soit un élément abondant sur la terre, sa biodisponibilité est réduite dans les milieux aérobies. En effet, en présence d'oxygène, l'ion ferrique (Fe3+) va former des hydroxydes ferriques insolubles. De ce fait, le fer devient un facteur limitant dans le développement des micro-organismes. Pour s'affranchir de cette limite, les bactéries ont donc développé des systèmes spécialisés, les sidérophores, leur permettant de puiser au sein de l'environnement, le fer sous forme d'ions Fe3+ et de le transporter dans les cellules.

## Rôle et utilisation
La synthèse par les micro-organismes des sidérophores est induite lors de carence en fer disponible dans le milieu. Les sidérophores vont se lier au fer ferrique Fe3+ pour former un complexe [sidérophores Fe3+]. Ce complexe va atteindre la surface de la cellule pour se lier à une protéine transmembranaire réceptrice. Le complexe rentre alors dans la cellule grâce à un transporteur de type transporteur ABC. Une fois dans la cellule, le complexe va donc se dissocier, et le fer ferrique Fe3+ est réduit en fer ferreux  Fe2+. Ainsi, Fe2+ va pouvoir être utilisé par la cellule notamment pour le fonctionnement des enzymes et de la chaîne respiratoire. Le sidérophore dissocié du fer est alors recyclé vers le milieu extracellulaire par une pompe à efflux.

## Différentes formes de sidérophores

Structure du sidérophore triacetylfusarinine encapsulant un Fe3+ (code couleur : rouge = oxygène, gris = carbone, bleu = azote, bleu foncé = fer).

Il existe une très grande diversité de sidérophores. Actuellement, plus de 200 sidérophores ont été mis en évidence.

Les sidérophores peuvent être partagés en deux grandes familles. Ils possèdent soit un groupement 2,3-dihydroxybenzoïque (famille des phénolates-catécholates) comme l'entérochéline, soit ce sont des acides hydroxamiques (famille des hydroxamates) comme l'aérobactine.
Ainsi, l'entérochéline est un sidérophore caractéristique produit par Escherichia coli et impliqué dans le transport du fer dans les cellules. Ce dérivé du catéchol (ou pyrocatéchol) chélate le fer par le biais des résidus d'oxygène contenus dans le noyau catéchol. Bien que toutes les souches d'Escherichia coli possèdent des entérocholines, seules certaines synthétisent des aérobactines. La présence de ce dernier type de sidérophore augmenterait la virulence des souches selon des enquêtes épidémiologiques.